# Saison 1995 de l'ATP
Cet article traite de la saison 1995 masculine. Pour la saison 1995 féminine, voir Saison 1995 de la WTA.
Vainqueurs des tournois majeurs
La saison 1995 de l'ATP correspond à l'ensemble des tournois de tennis professionnels organisés par l'ATP entre janvier et décembre 1995.

## Faits marquants
Troisième saison au sommet pour l'Américain Pete Sampras. Il réalise son second doublé Wimbledon - US Open pour porter son total à 7 titres en Grand Chelem.
Il est toutefois sous la pression d'Andre Agassi, vainqueur de l'Open d'Australie et de trois Super 9, et également finaliste à l'US Open.
On retrouve, à la 3e position, l'Autrichien Thomas Muster. Ce dernier remporte son unique tournoi du Grand Chelem à Roland-Garros, et réalise globalement une saison quasi parfaite sur terre battue (victoires à Monte-Carlo et Rome).
Boris Becker, vainqueur du Masters et finaliste à Wimbledon, termine dans le top 4, alors que son rival historique Stefan Edberg sort du top 20.
Arnaud Boetsch devient no 1 français, en battant notamment l'ex no 1 mondial Jim Courier en finale à Toulouse.

## Classements

### Evolution du top 10
| Rang | Nom                 | Points |
| ---- | ------------------- | ------ |
| 1    | Pete Sampras        | 5097   |
| 2    | Andre Agassi        | 3249   |
| 3    | Boris Becker        | 3237   |
| 4    | Sergi Bruguera      | 3007   |
| 5    | Goran Ivanišević    | 2936   |
| 6    | Michael Chang       | 2647   |
| 7    | Stefan Edberg       | 2471   |
| 8    | Alberto Berasategui | 2470   |
| 9    | Michael Stich       | 2380   |
| 10   | Todd Martin         | 2307   |

| Rang | Nom                             | Points |
| ---- | ------------------------------- | ------ |
| 1    | Jacco Eltingh Paul Haarhuis     | 4325   |
| 3    | Mark Woodforde                  | 3626   |
| 4    | Jonathan Stark                  | 3498   |
| 5    | Todd Woodbridge                 | 3471   |
| 6    | Byron Black                     | 3456   |
| 7    | Grant Connell Patrick Galbraith | 3185   |
| 9    | Jonas Björkman                  | 3077   |
| 10   | Jan Apell                       | 2777   |

| Rang | Nom             | Points              |      |
| ---- | --------------- | ------------------- | ---- |
| 1    | en stagnation   | Pete Sampras        | 4842 |
| 2    | en stagnation   | Andre Agassi        | 4765 |
| 3    | en augmentation | Thomas Muster       | 4474 |
| 4    | en diminution   | Boris Becker        | 3325 |
| 5    | en augmentation | Michael Chang       | 3211 |
| 6    | en augmentation | Ievgueni Kafelnikov | 2560 |
| 7    | en augmentation | Thomas Enqvist      | 2505 |
| 8    | en augmentation | Jim Courier         | 2471 |
| 9    | en augmentation | Wayne Ferreira      | 2144 |
| 10   | en diminution   | Goran Ivanišević    | 1861 |

| Rang | Nom             | Points                         |      |
| ---- | --------------- | ------------------------------ | ---- |
| 1    | en augmentation | Todd Woodbridge Mark Woodforde | 3752 |
| 3    | en diminution   | Jacco Eltingh Paul Haarhuis    | 3569 |
| 5    | en augmentation | Grant Connell                  | 3015 |
| 6    | en augmentation | Patrick Galbraith              | 2895 |
| 7    | en augmentation | Mark Knowles                   | 2656 |
| 8    | en augmentation | Cyril Suk                      | 2608 |
| 9    | en augmentation | Ievgueni Kafelnikov            | 2401 |
| 10   | en augmentation | Daniel Nestor                  | 2360 |

### Statistiques du top 20
| N° | Joueur              | Pays | Evolution     |
| -- | ------------------- | ---- | ------------- |
| 1  | Pete Sampras        |      | en stagnation |
| 2  | Andre Agassi        |      | en stagnation |
| 3  | Thomas Muster       |      | +13           |
| 4  | Boris Becker        |      | −1            |
| 5  | Michael Chang       |      | +1            |
| 6  | Ievgueni Kafelnikov |      | +5            |
| 7  | Thomas Enqvist      |      | +52           |
| 8  | Jim Courier         |      | +5            |
| 9  | Wayne Ferreira      |      | +3            |
| 10 | Goran Ivanišević    |      | −5            |
| 11 | Richard Krajicek    |      | +6            |
| 12 | Michael Stich       |      | −3            |
| 13 | Sergi Bruguera      |      | −9            |
| 14 | Arnaud Boetsch      |      | +39           |
| 15 | Marc Rosset         |      | −1            |
| 16 | Andreï Medvedev     |      | −1            |
| 17 | Magnus Larsson      |      | +2            |
| 18 | Todd Martin         |      | −8            |
| 19 | Paul Haarhuis       |      | +18           |
| 20 | Gilbert Schaller    |      | +28           |

## Palmarès

### Simple
| Date  | Tournoi         | Tournoi | Dotation    | Surface      | Vainqueur           | Vainqueur | Finaliste          | Finaliste | Score                   | Tableau |
| ----- | --------------- | ------- | ----------- | ------------ | ------------------- | --------- | ------------------ | --------- | ----------------------- | ------- |
| 16/01 | Australian Open |         | $ 2 649 210 | Dur          | Andre Agassi        |           | Pete Sampras       |           | 4-6, 6-1, 7-6, 6-4      | Tableau |
| 06/02 | Dubaï           |         | $1 014 250  | Dur          | Wayne Ferreira      |           | Andrea Gaudenzi    |           | 6-3, 6-3                | Tableau |
| 06/02 | Marseille       |         | $ 514 250   | Dur          | Boris Becker        |           | Daniel Vacek       |           | 6-7, 6-4, 7-5           | Tableau |
| 06/02 | San José        |         | $303 000    | Dur          | Andre Agassi        |           | Michael Chang      |           | 6-2, 1-6, 6-3           | Tableau |
| 13/02 | Milan           |         | $689 250    | Synthétique  | Ievgueni Kafelnikov |           | Boris Becker       |           | 7-5, 5-7, 7-6           | Tableau |
| 13/02 | Memphis         |         | $683 000    | Dur          | Todd Martin         |           | Paul Haarhuis      |           | 7-6, 6-4                | Tableau |
| 20/02 | Stuttgart       |         | $2 125 000  | Synthétique  | Richard Krajicek    |           | Michael Stich      |           | 7-6, 6-4, 6-7, 1-6, 6-3 | Tableau |
| 20/02 | Philadelphie    |         | $589 250    | Synthétique  | Thomas Enqvist      |           | Michael Chang      |           | 0-6, 6-4, 6-0           | Tableau |
| 27/02 | Rotterdam       |         | $575 000    | Dur          | Richard Krajicek    |           | Paul Haarhuis      |           | 7-6, 6-4                | Tableau |
| 27/02 | Scottsdale      |         | $303 000    | Dur          | Jim Courier         |           | Mark Philippoussis |           | 7-6, 6-4                | Tableau |
| 27/02 | Mexico          |         | $305 000    | Terre battue | Thomas Muster       |           | Fernando Meligeni  |           | 7-6, 7-5                | Tableau |
| 06/03 | Indian Wells    |         | $ 1 550 000 | Dur          | Pete Sampras        |           | Andre Agassi       |           | 7-5, 6-3, 7-5           | Tableau |
| 13/03 | Miami           |         | $ 2 250 000 | Dur          | Andre Agassi        |           | Pete Sampras       |           | 3-6, 6-2, 7-6           | Tableau |
| 24/04 | Monte-Carlo     |         | $ 1 545 000 | Terre battue | Thomas Muster       |           | Boris Becker       |           | 4-6, 5-7, 6-1, 7-6, 6-0 | Tableau |
| 08/05 | Hambourg        |         | $ 1 545 000 | Terre battue | Andreï Medvedev     |           | Goran Ivanišević   |           | 6-3, 6-2, 6-1           | Tableau |
| 15/05 | Rome            |         | $ 1 750 000 | Terre battue | Thomas Muster       |           | Sergi Bruguera     |           | 3-6, 7-6, 6-2, 6-3      | Tableau |
| 29/05 | Roland-Garros   |         | $ 4 941 266 | Terre battue | Thomas Muster       |           | Michael Chang      |           | 7-5, 6-2, 6-4           | Tableau |
| 26/06 | Wimbledon       |         | $ 2 837 830 | Gazon        | Pete Sampras        |           | Boris Becker       |           | 6-7, 6-2, 6-4, 6-2      | Tableau |
| 24/07 | Montréal        |         | $ 1 545 000 | Dur          | Andre Agassi        |           | Pete Sampras       |           | 3-6, 6-2, 6-3           | Tableau |
| 07/08 | Cincinnati      |         | $ 1 545 000 | Dur          | Andre Agassi        |           | Michael Chang      |           | 7-5, 6-2                | Tableau |
| 28/08 | US Open         |         | $ 4 282 400 | Dur          | Pete Sampras        |           | Andre Agassi       |           | 6-4, 6-3, 4-6, 7-5      | Tableau |
| 23/10 | Essen           |         | $ 1 844 000 | Synthétique  | Thomas Muster       |           | MaliVai Washington |           | 7-6, 2-6, 6-3, 6-4      | Tableau |
| 30/10 | Paris           |         | $ 2 300 000 | Synthétique  | Pete Sampras        |           | Boris Becker       |           | 7-6, 6-4, 6-4           | Tableau |
| 14/11 | Masters         |         | $ 3 300 000 | Synthétique  | Boris Becker        |           | Michael Chang      |           | 7-6, 6-0, 7-6           | Tableau |

### Double mixte
| No | Date       | Nom et lieu du tournoi         | Catégorie | Dotation    | Surface      | Vainqueurs                         | Finalistes                    | Score           |         |
| -- | ---------- | ------------------------------ | --------- | ----------- | ------------ | ---------------------------------- | ----------------------------- | --------------- | ------- |
| 1  | 16/01/1995 | Ford Australian Open Melbourne | G. Chelem | 2 649 210 $ | Dur (ext.)   | Natasha Zvereva Rick Leach         | Gigi Fernández Cyril Suk      | 7-64, 6-73, 6-4 | Tableau |
| 2  | 29/05/1995 | Roland-Garros Paris            | G. Chelem | 4 941 266 $ | Terre (ext.) | Larisa Neiland Mark Woodforde      | Jill Hetherington J. de Jager | 7-68, 7-64      | Tableau |
| 3  | 26/06/1995 | The Championships Wimbledon    | G. Chelem | 2 837 830 $ | Gazon (ext.) | Martina Navrátilová Jonathan Stark | Gigi Fernández Cyril Suk      | 6-4, 6-4        | Tableau |
| 4  | 28/08/1995 | US Open Flushing Meadows       | G. Chelem | 4 282 400 $ | Dur (ext.)   | Meredith McGrath Matt Lucena       | Gigi Fernández Cyril Suk      | 6-4, 6-4        | Tableau |

### Compétitions par équipes
| | États-Unis | 3                                      | -  | 2 | Russie |    |   |
| --- | ---------- | -------------------------------------- | -- | - | ------ | -- | - |
| Stade Olympique, Moscou, Russie sur terre battue (int.) |            |                                        |    |   |        |    |   |
| du 1er au 3 décembre 1995 |            |                                        |    |   |        |    |   |
| \| 1 \| \| Pete Sampras \| 3 \| 6 \| 6 \| 65 \| 6 \| \| 1 \| \| Andrei Chesnokov \| 6 \| 4 \| 3 \| 7 \| 4 \| \| 2 \| \| Jim Courier \| 61 \| 5 \| 3 \| \| \| \| 2 \| \| Ievgueni Kafelnikov \| 7 \| 7 \| 6 \| \| \| \| 3 \| \| Todd Martin - Pete Sampras \| 7 \| 6 \| 6 \| \| \| \| 3 \| \| Andreï Olhovskiy - Ievgueni Kafelnikov \| 5 \| 4 \| 3 \| \| \| \| \| \| \| \| \| \| \| \| \| 4 \| \| Pete Sampras \| 6 \| 6 \| 7 \| \| \| \| 4 \| \| Ievgueni Kafelnikov \| 2 \| 4 \| 64 \| \| \| \| \| \| \| \| \| \| \| \| \| 5 \| \| Jim Courier \| 7 \| 5 \| 0 \| \| \| \| 5 \| \| Andrei Chesnokov \| 61 \| 7 \| 6 \| \| \| \| \| \| \| \| \| \| \| \| |            |                                        |    |   |        |    |   |
| 1 |            | Pete Sampras                           | 3  | 6 | 6      | 65 | 6 |
| 1 |            | Andrei Chesnokov                       | 6  | 4 | 3      | 7  | 4 |
| 2 |            | Jim Courier                            | 61 | 5 | 3      |    |   |
| 2 |            | Ievgueni Kafelnikov                    | 7  | 7 | 6      |    |   |
| 3 |            | Todd Martin - Pete Sampras             | 7  | 6 | 6      |    |   |
| 3 |            | Andreï Olhovskiy - Ievgueni Kafelnikov | 5  | 4 | 3      |    |   |
| |            |                                        |    |   |        |    |   |
| 4 |            | Pete Sampras                           | 6  | 6 | 7      |    |   |
| 4 |            | Ievgueni Kafelnikov                    | 2  | 4 | 64     |    |   |
| |            |                                        |    |   |        |    |   |
| 5 |            | Jim Courier                            | 7  | 5 | 0      |    |   |
| 5 |            | Andrei Chesnokov                       | 61 | 7 | 6      |    |   |
| |            |                                        |    |   |        |    |   |

| 1 |  | Pete Sampras                           | 3  | 6 | 6  | 65 | 6 |
| 1 |  | Andrei Chesnokov                       | 6  | 4 | 3  | 7  | 4 |
| 2 |  | Jim Courier                            | 61 | 5 | 3  |    |   |
| 2 |  | Ievgueni Kafelnikov                    | 7  | 7 | 6  |    |   |
| 3 |  | Todd Martin - Pete Sampras             | 7  | 6 | 6  |    |   |
| 3 |  | Andreï Olhovskiy - Ievgueni Kafelnikov | 5  | 4 | 3  |    |   |
|   |  |                                        |    |   |    |    |   |
| 4 |  | Pete Sampras                           | 6  | 6 | 7  |    |   |
| 4 |  | Ievgueni Kafelnikov                    | 2  | 4 | 64 |    |   |
|   |  |                                        |    |   |    |    |   |
| 5 |  | Jim Courier                            | 7  | 5 | 0  |    |   |
| 5 |  | Andrei Chesnokov                       | 61 | 7 | 6  |    |   |
|   |  |                                        |    |   |    |    |   |

|  | Équipe 1  | Score | Équipe 2 |  |
|  | Allemagne | 3 – 0 | Ukraine  |  |

| Ordre des matchs | Joueurs                            | Points au premier set | Points au second set | Points au troisième set |
| ---------------- | ---------------------------------- | --------------------- | -------------------- | ----------------------- |
| 1                | Anke Huber                         | 6                     | 3                    | 6                       |
| 1                | Natalia Medvedeva                  | 4                     | 6                    | 4                       |
|                  |                                    |                       |                      |                         |
| 2                | Boris Becker                       | 6                     | 6                    | 6                       |
| 2                | Andreï Medvedev                    | 3                     | 7                    | 3                       |
|                  |                                    |                       |                      |                         |
| 3 (sans enjeu)   | Anke Huber - Boris Becker          |                       |                      |                         |
| 3 (sans enjeu)   | Natalia Medvedeva -Andreï Medvedev | forfait               |                      |                         |

|  | Équipe 1 | Score | Équipe 2 |  |
|  | Suède    | 2 – 1 | Croatie  |  |

| Ordre des matchs | Joueurs                         | Points au premier set | Points au second set | Points au troisième set |
| ---------------- | ------------------------------- | --------------------- | -------------------- | ----------------------- |
| 1                | Magnus Larsson                  | 4                     | 4                    |                         |
| 1                | Goran Ivanišević                | 6                     | 6                    |                         |
|                  |                                 |                       |                      |                         |
| 2                | Stefan Edberg                   | 6                     | 6                    |                         |
| 2                | Saša Hiršzon                    | 1                     | 4                    |                         |
|                  |                                 |                       |                      |                         |
| 3                | Jonas Björkman - Stefan Edberg  | 4                     | 6                    | 6                       |
| 3                | Goran Ivanišević - Saša Hiršzon | 6                     | 3                    | 3                       |

## Informations statistiques
Les tournois sont listés par ordre chronologique.

### En simple
| Joueur | Nombre | Titre(s)           |
|        | ?      | liste des tournois |

| Joueur | Début de carrière | Premier titre |
|        | ????              | tournoi       |

### En double
| Joueur | Nombre | Titre(s)           |
|        | ?      | liste des tournois |

| Joueur | Début de carrière | Premier titre |
|        | ????              | tournoi       |